# Samuel Moutoussamy
Samuel Albert Alain Arcade Moutoussamy (* 12. srpna 1996) je konžský profesionální fotbalista, který hraje na pozici defenzivního záložníka za turecký klub Sivasspor. Narodil se ve Francii, ale hraje za národní tým Konžské demokratické republiky.

## Klubová kariéra
Moutoussamy si odbyl svůj profesionální debut za Nantes při porážce 1:0 v Ligue 1 s Marseille 12. srpna 2017. Dne 6. října 2020 odešel na hostování do Fortuny Sittard.
Dne 29. ledna 2023 při remíze 0:0 s Clermont Foot odehrál svůj 100. zápas v Ligue 1 za Nantes. O tři dny později mu klub za tento úspěch udělil odměnu.

## Reprezentační kariéra
Moutoussamy se narodil v Paříži indicko-guadeloupskému otci a konžské matce. Za národní tým DR Kongo debutoval v přátelském utkání s Alžírskem 10. října 2019, které skončilo remízou 1:1.
Dne 27. prosince 2023 byl vybrán na seznam 24 konžských hráčů, které vybral Sébastien Desabre, aby se zúčastnili Afrického poháru národů 2023.

## Úspěchy
Nantes
- Coupe de France: 2021/22